# Mars Audiac Quintet
Albums de Stereolab
Transient Random-Noise Bursts With Announcements
(1993) Refried Ectoplasm : Switched On, Vol. 2
(1995)
Mars Audiac Quintet est le troisième album de Stereolab, sorti en août 1994.
Les chansons composant ce disque ont une tonalité plus pop que sur les précédents, ce qui fait que beaucoup de critiques considèrent cet album comme l'un des plus accessibles du groupe.

## Liste des titres
1. Three-Dee Melodie – 5:02
2. Wow and Flutter – 3:08
3. Transona Five – 5:32
4. Des Étoiles Électroniques – 3:20
5. Ping Pong – 3:02
6. Anamorphose – 7:33
7. Three Longers Later – 3:28
8. Nihilist Assault Group – 6:55
9. International Colouring Contest – 3:47
10. The Stars Our Destination – 2:58 (en référence au roman Terminus, les étoiles écrit par Alfred Bester)
11. Transporté Sans Bouger – 4:20
12. L'Enfer des Formes – 3:53
13. Outer Accelerator – 5:21
14. New Orthophony – 4:34
15. Fiery Yellow – 4:04